# OpenJPEG
OpenJPEG ist eine freie Implementierung des JPEG-2000-Standards. Sie wird unter anderem von ImageMagick und FFmpeg (ab Version 0.8) verwendet. Damit ist die Programmbibliothek in Millionen von Mediaplayern enthalten. Seit Mai 2015 ist OpenJPEG die offizielle Referenzsoftware für JPEG 2000.
OpenJPEG ist ein Fork von libj2k, die David Janssens im Rahmen seiner Abschlussarbeit an der Université catholique de Louvain (UCL) im Jahr 2001 entwickelte. Im April 2016 wurde Grok von Aaron Boxer unter der restriktiveren AGPL von libopenjp2 abgespalten. Sein Ziel war es, zur Leistungsfähigkeit der deutlich effizienteren proprietären Kakadu-Bibliothek aufzuschließen.